# Gelis zeirapherator
Gelis zeirapherator är en stekelart som först beskrevs av Aubert 1966.  Gelis zeirapherator ingår i släktet Gelis och familjen brokparasitsteklar. Inga underarter finns listade i Catalogue of Life.